# Zygmunt Rutka
Zygmunt Marian Rutka (ur. 30 sierpnia 1937 w Białej Rawskiej, zm. 22 grudnia 2014) – polski specjalista z dziedziny elektroenergetyki, elektrotechniki teoretycznej, pola elektrycznego w środowiskach niejednorodnych oraz sieci elektroenergetycznych. Dwukrotny dziekan Wydziału Elektrycznego Politechniki Lubelskiej (w latach 1989–1992 i 1999–2005). Od roku 1990 profesor nadzwyczajny Politechniki Lubelskiej. Członek dwóch sekcji Komitetu Elektrotechniki PAN.
Uhonorowany: Złotym i Srebrnym Krzyżem Zasługi, Medalem Komisji Edukacji Narodowej oraz Krzyżem Kawalerskim Orderu Odrodzenia Polski.

## Życiorys
Zygmunt Rutka ukończył studia na Politechnice Łódzkiej. W roku 1961 rozpoczął pracę w Zakładzie Energetycznym Nysa, a od roku 1962 pracował w Zakładzie Budowy Sieci Elektrycznych „Elbud” Kraków, kierując tam budowami linii energetycznych najwyższych napięć.
W roku 1968 rozpoczął pracę w Wyższej Szkole Inżynierskiej w Lublinie na stanowisku wykładowcy. W roku 1975 obronił na Politechnice Warszawskiej pracę doktorską pt. Dobór czynników elektrycznych ze względu na optymalną skuteczność elektroosmotycznego suszenia budowli (promotor: Prof. K. Kolbiński), a habilitację uzyskał w 1987 roku.
Zygmunt Rutka był autorem m.in. dwóch monografii.